# Sing-Akademie zu Berlin
Sing-Akademie zu Berlin (Berlins Sangakademi) blev dannet 24. maj 1791 som et selskab af frie borgere og som en 'forening for den hellige musik' (ty. Verein für die heilige Musik). Her mødtes mænd og kvinder, kristne, jøder og ateister for sammen at synge gamle og nye kompositioner for flere stemmer under ledelse af Frederik den Stores hofcemballist Carl Fasch. 
Det kor, der dannedes efter år 1800 og som blev berømt med Carl Friedrich Zelter, består stadig og regnes for et af verdens ældste blandede kor. Musikere som Mendelssohn og Meyerbeer, tænkere som Hegel og Schleiermacher, kunstnere som Schadow og Schinkel, politikere som Otto von Bismarck og Ernst Reuter har været medlem.
Note
1. ↑  De tyske forlæg angiver: det ældste blandede korselskab eller korforening: Die Sing-Akademie zu Berlin ist die älteste gemischte Chorvereinigung der Welt